# Bolivie aux Jeux olympiques d'hiver de 1992
La Bolivie participe aux Jeux olympiques d'hiver de 1992, qui ont lieu à Albertville en France. Ce pays, représenté par cinq athlètes en ski alpin, prend part aux Jeux d'hiver pour la cinquième fois de son histoire. Ce pays ne remporte pas de médaille.

## Délégation
Le tableau suivant montre le nombre d'athlètes boliviens dans chaque discipline :
| Sport     | Hommes | Femmes | Total |
| --------- | ------ | ------ | ----- |
| Ski Alpin | 5      | 0      | 5     |
| Total     | 5      | 0      | 5     |

## Résultats

### Ski alpin
Hommes
| Athlète              | Épreuve      | Manche 1      | Manche 2      | Total         | Total |
| Athlète              | Épreuve      | Temps         | Temps         | Temps         | Rang  |
| -------------------- | ------------ | ------------- | ------------- | ------------- | ----- |
| Carlos Aramayo       | Slalom Géant | 1 min 38 s 83 | 1 min 45 s 46 | 3 min 24 s 29 | 87    |
| José-Manuel Bejarano | Slalom Géant | 1 min 36 s 47 | 1 min 50 s 88 | 3 min 27 s 35 | 89    |
| Daniel Stahle        | Slalom Géant | 1 min 33 s 56 | 1 min 38 s 80 | 3 min 12 s 36 | 83    |
| Guillermo Avila      | Slalom Géant | 1 min 24 s 68 | 1 min 26 s 09 | 2 min 50 s 77 | 77    |
| José-Manuel Bejarano | Slalom       | 1 min 30 s 13 | 1 min 24 s 55 | 2 min 54 s 68 | 59    |
| Manuel Aramayo       | Slalom       | 1 min 27 s 27 | 1 min 25 s 29 | 2 min 52 s 56 | 57    |
| Daniel Stahle        | Slalom       | 1 min 23 s 45 | 1 min 24 s 97 | 2 min 48 s 42 | 56    |
| Guillermo Avila      | Slalom       | 1 min 13 s 94 | 1 min 14 s 31 | 2 min 28 s 25 | 50    |